# De vloek van de amethist
De vloek van de amethist is het 26ste stripalbum uit de Yoko Tsuno-reeks van Roger Leloup. De strip werd voor het eerst uitgegeven bij Dupuis in 2012. 
Het verhaal speelt zich af in Schotland waar Yoko en haar vriendin Emilia terugreizen in de tijd om familiegeheimen van Emilia uit te klaren. In het verhaal komt het vliegtuig De Tsaar, dat eerder een rol speelde in het album De zevende code, terug voor.

## Trivia
In het verhaal komt de Schotse terriër Newton voor. Roger Leloup had bij het maken van dit verhaal zelf een hond van dit ras met dezelfde naam.